# Маріуполь-Порт
Маріу́поль-Порт — вантажна залізнична станція Лиманської дирекції Донецької залізниці. Розташована у Приморському районі Маріуполі, у Маріупольському морському торговельному порту, який і обслуговує. Це тупикова станція, найближчою є станція Маріуполь (4 км), до якої шлях проходить вздовж моря та міських пляжів.
До грудня 2014 року станція входила до Ясинуватської дирекції Донецької залізниці.
Поблизу станції через пішохідний міст розташована кінцева зупинка тролейбусів № 2, 4, 8, 10, 13. Також проходять автобуси № 18А, 28А,  та маршрутні таксі № 101, 104, 105, 108, 111, 118, 154, 154-а,  211. Станція розташована на режимному об'єкті, але вхід до неї можливий без перепусток.